# Siphona clausta
Siphona clausta là một loài ruồi trong họ Tachinidae.